# ساواش (شاوشات)
ساواش (به ترکی استانبولی: Savaş) یک منطقهٔ مسکونی در ترکیه است که در شاوشات واقع شده‌است. ساواش ۲۲۲ نفر جمعیت دارد.